# Nivadis
Nivadis (NIVADIS) ist eine Software, die als Vorgangsbearbeitungssystem (VBS) von der Polizei Niedersachsen genutzt wird. Sie verarbeitet durch Eingabe, Verwaltung und Analyse systematisch Daten, die im Rahmen von polizeilich relevanten Ereignissen erhoben wurden. Die Abkürzung ist das Akronym für „Niedersächsisches Vorgangsbearbeitungs-, Analyse-, Dokumentations- und Informations-System“. Das nach technischen Anfangsschwierigkeiten eingeführte System löste 2004 das veraltete MIKADO-System ab.

## Entwicklungsgeschichte

### Vorläufer MIKADO
Die Polizei Niedersachsen arbeitete seit 1989 mit einem Vorgangsbearbeitungssystem namens MIKADO. Dabei wurden Motorola-M88k-Systeme (Motorola 88000) und 200 proprietäre Unix-Mehrplatzsysteme mit 5500 Terminals für einen Siemens BS2000-Großrechner verwendet.
Die Motorola-Systeme waren in allen Polizeidienststellen aufgestellt, zunächst mit CISC-CPUs, in einer späteren Generation mit RISC-CPUs. Als Betriebssystem wurde Unix verwendet und die Anwendungen setzten auf Informix-Datenbanken auf. Bedient wurden die Systeme mittels seriell angeschlossener Terminals. Später war auch ein Datenaustausch zwischen den Systemen möglich.
Fachlich und technisch entsprach dieses System den Gegebenheiten der frühen 1990er Jahre. Mit der Fortentwicklung des INPOL-Systems zu INPOL-neu wurden Änderungen erforderlich, die in der alten Mikado-Umgebung nicht mehr zu realisieren waren. Daher musste das seit rund einem Jahrzehnt verwendete und veraltete Programm MIKADO durch ein komplett neues System abgelöst und ersetzt werden.

### Aus MIKADO-neu wird Nivadis
Zur Entwicklung eines neuen Vorgangsbearbeitungssystems wurde nach einer Ausschreibung das Projekt „MIKADO-neu“ gemeinsam mit der Firma Mummert+Partner (später Mummert Consulting, heute Steria Mummert Consulting) gegründet. In dem Projekt entwickelten die Polizei Niedersachsen in Zusammenarbeit mit der Firma Mummert Consulting gemeinsam das neue System. Es war paritätisch mit Firmen- und Polizei-Mitarbeitern besetzt und dauerte etwa fünf Jahre. Dabei wurde Nivadis nach dem V-Modell entwickelt.
Planmäßig sollte Nivadis im Jahr 2003 das veraltete MIKADO-System ablösen. Zum Start im September 2003 zeigte das System jedoch massive Performance-Probleme und Ausfälle.
Im Jahr 2004 wurde der Ausbau kurzzeitig gestoppt, da es erneut zu Performance-Problemen kam:
Einige Wochen nach der erneuten Inbetriebnahme eines Teilsystems wurde die Systemleistung so schlecht, dass die weitere Auslieferung nach massiven Protesten der Anwender und der Gewerkschaften für zwei Monate gestoppt wurde. 
Nach den anfänglich erheblichen Schwierigkeiten in der Performance (unter anderem war die Zeit zwischen Eingabe und Ergebnisausgabe erheblich zu lang) wurden massive Anstrengungen unternommen, das System zu verbessern. Mit dieser Offensive gelang es Ende 2007, Systemausfälle zu vermeiden, Prozesse zu verbessern und die Akzeptanz zu erhöhen.
NIVADIS wird permanent weiterentwickelt. Federführend ist dabei das „Polizeiamt für Technik und Beschaffung Niedersachsen“ (PATB NI) in Hannover, das der Zentralen Polizeidirektion (ZPD) angegliedert ist.

## Technische Daten
NIVADIS ist als Client-Server-Architektur realisiert. Der zentrale Server-Cluster läuft auf Itanium-Maschinen (Hochverfügbarkeitscluster mit Itanium-64-Servern). Sämtliche in den Polizeiinspektionen vor Ort bearbeiteten Daten werden in einer Oracle 9i-Datenbank verwaltet. Des Weiteren kommt eine BEA-WebLogic-Plattform (Version 8.1) sowie ein Data-Warehousing-System von Cognos zum Einsatz.
Der Nivadis-Client ist in Java realisiert und integriert 23 Einzelanwendungen wie beispielsweise für Strafanzeigen und Verkehrsunfallberichte. Die Software ist auf 11.600 neu angeschafften PCs (11.620 Linux-Rechner) in allen niedersächsischen Polizeiinspektionen installiert und lief zunächst unter SUSE Linux 8.1, jetzt auf Fedora Linux 8 Werewolf.
Zusätzlich zur Vorgangsbearbeitung ist ein „LibreOffice“-Paket (Textverarbeitung und Tabellenkalkulation), Ximian Evolution für E-Mail und die Bildverarbeitungs-Suite GIMP auf dem Rechner installiert. Neben dem Intranet-Zugang ist ein Internet-Zugriff (WWW) von den Linux-PCs aus möglich (Browser-Software: Mozilla-Suite). Die Software wird über lokale Server mit Hilfe von „autoyast“ installiert.
Um einen Zugriff durch Unberechtigte zu verhindern, besitzt Nivadis ein hohes Standardmaß in der Informationssicherheit. Jeder Zugriff auf die Datensätze wird automatisch protokolliert, zudem ist in Zusammenarbeit mit dem niedersächsischen Datenschutzbeauftragten ein ausgefeiltes Regelwerk für die Zugriffsberechtigungen erarbeitet worden. Besonders sensible Vorgänge beispielsweise sind ausschließlich für speziell berechtigte Personen oder Angehörige spezieller Organisationseinheiten der Polizei sichtbar.
Es wird das Konzept einer zentralen Datenhaltung verfolgt. Die Ausgabe der eingegebenen Daten erfolgt dezentral. Dem zuständigen Polizeimitarbeiter stehen sie sofort an jedem Arbeitsplatz in Niedersachsen zur Verfügung, der an das System angeschlossen ist.

### Systemvorteile von Nivadis gegenüber MIKADO
- Moderne Hard- und Software
- Komfort bei der Sachbearbeitung
- Einmalige Erfassung – mehrfache Nutzung
- Anschluss externer Datenquellen
- Zentrale Datenhaltung
- Führungsinformationen / Auswertung / Statistik
- Praxisorientierte Software

## Kosten und Kritik
Die Entwicklungskosten für Nivadis beliefen sich auf über 80 Millionen Euro. Zur Weiterentwicklung des Systems werden weitere Investitionen getätigt.
Der Niedersächsische Landesrechnungshof kritisierte 2008 das NIVADIS-Projekt als unwirtschaftlich und warf dem Niedersächsischen Innenministerium vor, wesentliche Ziele nicht erreicht zu haben. So sei vor allem kein Spareffekt erzielt worden und die Bearbeitungszeit von Vorgängen sei um 150 % gestiegen.
Im Dezember 2018 kam es laut Medienberichten landesweit zu erheblichen PC-Problemen, deren Ursachen im Bereich der Server-Infrastruktur durch Updates nach einer Umstellung auf Windows 10 im Jahr 2018 lagen. In deren Folge waren neben anderen Anwendungen auch Teile des NIVADIS-Systems über eine Woche nur sporadisch verfügbar und es kam zu Datenverlusten, zum Beispiel während Zeugenvernehmungen. Im Juni 2019 kam es erneut zu Problemen in Zusammenhang mit der Software, die das Anlegen und Bearbeiten von Vorfällen verhinderten.